# Gå på vatten
Gå på vandet er en dansk dokumentarfilm fra 2000 skrevet og instrueret af Lars Westman og Fredrik Gertten.

## Handling
En film om mennesker, som bygger en bro. En film om danskere og svenskere. En film om mennesker og deres drømme. Øresundsbroen er et af Nordens betydeligste bygningsværker. Filmen følger broens fremvækst gennem fem intense år og nogle af de tusindvis af mennesker, som har været beskæftiget med arbejdet: Kranføreren Stig, som længes efter Rio, og som en morgen møder bromodstanderen Jill, låst fast med metalkæder oppe i hans kran. Jord- og betonarbejderen Vagge, som ringer hjem til sin kommende kone og spørger, hvordan hunden har det. Brodirektøren Sven som med tilbageholdt glæde ser broen vokse frem. Og Janne, som er den eneste kvinde på Tunnelfabrikken, og som pludselig bliver udtaget til Robinson Ekspeditionen.